# Видный (мыс)
Мыс Ви́дный — мыс в Чёрном море, в микрорайоне Хоста Хостинского района города Сочи, Краснодарский край, Россия.
Мыс является спускающимся к морю отрогом горы Малый Ахун. Находится в 13 км к юго-востоку от центра Сочи и в 17 км от границы России и Абхазии.

## Этимология
Современное название мыса основано на русской лексической основе и отмечает выдающееся положение мыса на окружающей местности.

## Описание
Мысом выделяется бухта Тихая в устье реки Хосты. Представляет собой скалистую возвышенность, отделённую от основной долины реки Хосты руслом Ручья Видного. Возвышенность покрыта лесным покровом, в основном хвойных пород деревьев. По склонам растёт сосна пицундская, встречаются вековые экземпляры высотой до 20 м и толщиной стволов до 70 см. Эндемиком мыса является ложнодрок монпелийский. Растут орхидеи, злаки, примулы. Мыс, как и вся приморская часть защищённого от северных ветров ущелья реки Хоста, имеет уникальный микроклимат, среднегодовая температура здесь на 1 градус выше, чем в Сочи, ясных солнечных дней тоже больше.

## Мыс в истории

На форпосте горного отрога — санаторий «Мыс Видный»

Мыс упоминается со времён античности, визуально напоминает по очертаниям голову крокодила, пьющего из моря воду. В средневековье на одном из горных отрогов мыса был построен христианский храм. В месте примыкания Мыса Видного к горе Малый Ахун находится городское Хостинское кладбище. По кромке мыса проходит железная дорога, участок СКЖД Хоста — Сочи. В советское время в горной породе мыса был проложен железнодорожный тоннель и два автомобильных. На вершине мыса располагаются санаторий «Мыс Видный» и санаторий «Победа». Горная гряда, образующая Мыс Видный, продолжается по дну моря. Подводные скалы, обросшие мидиями и водорослями, являются любимым местом погружения аквалангистов. За счёт фильтрующей способности мидий, прозрачность морской воды в этом месте выше, чем в бухте Тихая.
В 2 км от мыса Видного, в ущелье реки Хоста находится заповедник федерального значения, реликтовая Тисо-самшитовая роща.

## Освоение и новейшее время
Освоение мыса, труднодоступного до того места, началось со строительством в 1891—1892 годах Новороссийско-Сухумского шоссе, участок которого прошёл по склонам мыса. В 1901 году мыс Видный выбрал для своей дачи магистр ботаники и доктор географии, исследователь Батумского округа (Колхиды), профессор Андрей Николаевич Краснов. На тот момент, по воспоминаниям его приятеля Конева, участок «напоминал дикие леса Америки, был сплошь заросшим деревьями, обвитым плющём, колючими кустарниками и ежевикой. Через эти заросли невозможно было даже пробраться к морю». Краснов разбил на мысе парк площадью 6 га, насчитывающий 200 видов экзотических растений. Были проложены дорожки, созданы уголки японского сада, завезённые экзоты умело сочетались с местной флорой. К 1904 году владелец дачи уже получал здесь урожай мандаринов, чая, батата. Проводился научный эксперимент по акклиматизации растений-интродуцентов, впервые на мысе Видный был применён принцип географического районирования. О ботанических опытах на мысе Видный профессор Краснов опубликовал ряд научных трудов. В 1904 году Краснов из-за резко возросших расходов на содержание дачи и парка и свирепствовавшей в Хосте малярии вынужден был продать дачу на мысе и уехать в Батум, где он основал ботанический сад. В 1920-х годах дача профессора Краснова была преобразована в государственную дачу № 5. В годы Великой Отечественной войны на даче размещалась погранзастава, после войны — пионерский лагерь, затем снова госдача № 5. В 1970-е годы при строительстве пансионата «Электроника» на северо-западной оконечности мыса дача была снесена. Однако некоторые растения парка Краснова, перешагнувшие 100-летний рубеж, — пальмы, болотные кипарисы — и в XXI веке растут на территории между санаториями «Электроника» и «Мыс Видный».

Лифт-подъёмник, ведущий на вершину мыса

Южнее дачи Краснова, на «голове крокодила» — вершине мыса Видный, в начале XX века была построена дача крупного киевского землевладельца Мечанского. В 1933 году дача вошла в состав строящегося санатория «Энергетик» на 70 мест; позже он передан в ведение «Мосэнерго», в годы войны здесь размещался эвакогоспиталь № 2121. Перед двухэтажным зданием под цинковой крышей был разбит фруктовый сад. К морю серпантином вела дорожка со ступеньками, вдоль неё были высажены кипарисы, олеандры, пальмы. В 1956 году санаторий «Энергетик» передан в ведение Минздрава РСФСР и переименован в «Мыс Видный», с этих пор он всегда имел кардиологический профиль. К 1967 году санаторий представлял собой комплекс общей ёмкостью на 1000 мест под одной крышей, состоящий из трёх спальных корпусов, клуба, танцевального зала, столовой, кухни. В 1970—1980-е годы санаторий оснащался новой по тем временам лечебно-диагностической базой, медицинской техникой, функционировали кабинеты физиотерапии, рентгена, функциональной диагностики, теплолечения, массажа, ингаляторий, клиническая и биохимическая лаборатории, зал лечебной физкультуры. Недостатком объекта был длительный (из-за крутизны склона) пешеходный спуск на пляж (495 м береговой полосы), занимавший по серпантину не менее 20 мин. В 1990-е годы санаторий «Мыс Видный» переживал нелёгкие времена, некоторое время был закрыт и законсервирован.

Дендропарк на южном склоне мыса Видного, 2014

Вторая жизнь санатория, занимающего вершину мыса Видный, началась в январе 2000 года, когда здравница с уникальным дендропарком и реликтовым хвойным лесом перешла в собственность Министерства путей сообщения РФ. После осуществлённой под руководством министра Николая Аксёненко капитальной реконструкции, строительства лифта, доставляющего отдыхающих с высоты спальных корпусов мыса к нижним воротам, бассейна, тренажёрного комплекса, фонтанов, терренкуров — обновлённый санаторий МПС РФ «Мыс Видный» открылся 26 марта 2001 года. К 2013 году был сооружён второй лифт, доставляющий отдыхающих непосредственно на пляж, благодаря чему спуск из корпусов к морю стал занимать считанные минуты. С 2013 года санаторий, вошедший в холдинг «РЖД-Здоровье», занимает территорию в 7 га, включает в себя три спальных корпуса — «Салют», «Олимп», «Арена» общей ёмкостью более 500 мест. В августе 2014 года в санатории, рассчитанном на рядовой состав работников ОАО «РЖД», 10 дней отдыхал президент компании Владимир Якунин. С 16 июня 2014 года директор санатория — Андрей Никулин, главврач — Валентина Торосян.
На самой вершине мыса Видный установлен памятный православный Крест, хорошо просматривающийся с федеральной трассы, ведущей из Сочи в Адлер.